# بدون راه در رو: قمار
بدون راه در رو: قمار (انگلیسی: No Way Out: The Roulette; کره‌ای: 노 웨이 아웃: 더 룰렛) یک مجموعه تلویزیونی محصول کره جنوبی به نویسندگی لی سو جین، به کارگردانی چوی کوک هی و با بازی چو جین وونگ، یو جه میونگ، کیم مو یول، یوم جونگ آه، سونگ یو بین، گرگ شو، لی کوانگ سو و کیم سونگ چول است. این مجموعه از ۳۱ ژوئیه تا ۲۱ اوت ۲۰۲۴ از یوپلاس موبایل تی‌وی منتشر شد.

## بازیگران

### اصلی
- چو جین وونگ در نقش بک جونگ شیک[۱]
- یو جه میونگ در نقش کیم گوک هو[۱]
- کیم مو یول در نقش لی سانگ بونگ[۱]
- یوم جونگ آه در نقش آن میونگ جا[۱]
- سونگ یو بین در نقش سو دونگ ها[۱]
- گرگ شو در نقش آقای اسمایل[۱]
- لی کوانگ سو در نقش یون چانگ جه[۱]
- کیم سونگ چول در نقش سونگ جون وو[۱]